# Cedar Hills (Utah)
Cedar Hills ist eine Stadt im Utah County des US-Bundesstaates Utah. Die Stadt ist Teil des Großraums Orem-Provo. 

## Demografie
Nach der Volkszählung von 2020 leben in Cedar Hills 10.019 Menschen. Die Bevölkerung teilt sich 2019 auf in 97,8 % Weiße, 0,2 % Afroamerikaner, 0,1 % indianischer Abstammung, 0,6 % Asiaten, 0,2 % Ozeanier und 1,1 % mit zwei oder mehr Ethnizitäten. Hispanics machten 6,8 % der Bevölkerung von Cedar Hills aus. Das mittlere Haushaltseinkommen lag 2019 bei 104.808 US-Dollar und die Armutsquote bei 5,2 %.